# Tabu – Eine Geschichte von Liebe und Schuld
Tabu – Eine Geschichte von Liebe und Schuld ist ein portugiesisches Filmdrama des Regisseurs Miguel Gomes aus dem Jahr 2012.

## Handlung
Die sozial engagierte Pilar wohnt in einem Häuserblock im Großraum Lissabon, in direkter Nachbarschaft zu der extravaganten älteren Aurora und ihrer kapverdischen Haushälterin. Als Aurora im Sterben liegt, bittet sie Pilar, einen gewissen Gian Luca Ventura zu suchen. Als diese ihn in einem Altersheim findet, erzählt er ihr seine überraschende, mit Aurora verbundene Lebensgeschichte, die er mit den Worten Aurora hatte eine Farm in Afrika, am Fuße des Monte Tabu... anfängt. Hier beginnt mit einem Zeitsprung der zweite Teil des Films, der nun die von Ventura erzählte Geschichte zeigt, die sich etwa um 1960 in einer ungenannten portugiesischen Kolonie kurz vor Ausbruch des Portugiesischen Kolonialkriegs abspielt.

## Produktion
Der im Film genannte Mount Tabu existiert in der Realität nicht. Gedreht wurde im Gebiet der Teeplantagen von Gurué in der mosambikanischen Provinz Zambezia, außerdem in Lissabon und im Casino Estoril.
Der Film wurde in Schwarzweiß gedreht. Im zweiten Teil wurde zudem der Ton reduziert. Es ist die Erzählstimme Venturas zu hören, und verschiedene Hintergrundgeräusche und Musik der Filmszenen, nicht jedoch Dialoge. Der Filmtitel selbst stellt einen weiteren Bezug zum Stummfilm dar und spielt auf Murnaus Film Tabu an.
An der Produktion waren portugiesische Institutionen wie das Filmförderungsinstitut ICA und der öffentlich-rechtliche Fernsehsender RTP beteiligt, dazu als brasilianischer Partner das staatliche Filminstitut Ancine, und aus Frankreich die CNC-Filmförderungsanstalt. Deutsche Partner waren das ZDF, die Film- und Medienstiftung NRW und die Filmförderung Hamburg Schleswig-Holstein. Auch der deutsch-französische Sender arte und das europäische MEDIA-Filmförderungsprogramm waren beteiligt.

## Rezeption
Der Film lief am 20. Dezember 2012 in den deutschen Kinos an. Er startete hier in 47 Kinos, teils in besonderen Vorstellungen unter Anwesenheit des Regisseurs.
Tabu war zuvor auf einer Vielzahl internationaler Filmfestivals gelaufen, so auf der Berlinale 2012, wo er am 14. Februar 2012 seine Weltpremiere feierte und am Ende den Alfred-Bauer-Preis und den FIPRESCI-Preis gewann. 2013 wurde der Film in Frankreich mit dem Prix du Syndicat Français de la Critique (Bester ausländischer Film) ausgezeichnet.
Die Kritik lobte den Film für seine poetische, unkonventionelle Erzählweise, die dabei schlüssig bleibt und flüssig vorgetragen wird, und an verschiedenen Punkten gekonnt Bezug zur Filmgeschichte nimmt. Positiv bemerkt wurde auch der unterschwellige Humor, etwa in einigen Dialogen im ersten Teil, oder wenn im zweiten Teil Lieder der Ronettes (Be My Baby, Baby I love you) in verschiedenen, eher unbekannten Versionen zu hören sind. So steht in einer Szene die Beat-Band aus dem Freundeskreis der jungen Aurora am Swimmingpool und spielt Baby I love you, während für den Zuschauer die in einer späteren Epoche aufgenommene Version der Ramones zu hören ist.

„Die beiden sich spiegelnden Teile kreisen spielerisch-melancholisch um die Vergegenwärtigung von Verlorenem, um unerfüllte Glückssehnsüchte und kolonialistische Projektionen, wobei geschickt mit wiederkehrenden Bildmotiven sowie Anleihen bei der Filmgeschichte gearbeitet wird. Ein fesselnder Film an der Grenze von klassischer Narration und Experimentalfilm.“

Tabu erschien in Portugal bereits 2012 als DVD. Danach kam der Film auch in anderen Ländern in den Handel, 2014 auch in Deutschland.
2016 belegte Tabu bei einer Umfrage der BBC zu den 100 bedeutendsten Filmen des 21. Jahrhunderts den 71. Platz.